# Baphomet (deutsche Band)
Baphomet war eine deutsche Death- und Thrash-Metal-Band aus Bietigheim, Baden-Württemberg, die im Jahr 1986 gegründet wurde und sich 1995 auflöste.

## Geschichte
Die Band wurde Anfang 1986 gegründet und bestand aus dem Sänger Thomas Hertler, dem Gitarristen Gernot Kerrer, dem Bassisten Hansi Bieber und dem Schlagzeuger Manuel Reichert. Hertler leistete 1990 noch seinen Zivildienst ab. Zu dieser Zeit spornten ihn Mitarbeiter des süddeutschen Intercord Record Service an, eine Platte zu produzieren, IRS selbst war allerdings eine reine Vertriebs-Firma. Deshalb übernahm Torsten Hartmann die Idee und gründete Massacre Records, wo Hertler nach dem Zivildienst mit einstieg und das Debütalbum No Answers auf den Weg brachte. Die ersten Aufnahmen waren vorher bereits an freien Wochenenden in einem schlecht ausgestatteten Studio in Frankenthal (Pfalz) entstanden. Das fertige Album erschien im Jahr 1991. Bereits ein Jahr später schloss sich das zweite Album Latest Jesus an. Nach einer Club-Tournee mit Grave Digger, die älteres Publikum zog, das mit Baphomet nicht viel anzufangen wusste, ging die Band zusammen mit Cannibal Corpse auf Deutschlandtournee. Aufgrund der Unerfahrenheit hatte Massacre Records ein mieses Plattencover entwickelt, keine Promoarbeit geleistet und die Tour mit der Death-Metal-Speerspitze ungeschickt gewählt, da eine gleichnamige Band aus den USA Cannibal Corpse stark nacheiferte und die Fans eben jene US-Band erwartet hatten. Weitere Tour-Supports und ein rascher Album-Nachfolger sollten die leidvollen Erfahrungen vergessen machen. In nur sieben Tagen war er eingespielt, und Massacre beschäftigte inzwischen einen Promotion-Mitarbeiter, der sich einzig um diesen Tonträger zu kümmern hatte. Zum Zeitpunkt der Veröffentlichung von dem 1994er-Album Trust war Sänger Hertler bereits bei der Band ausgestiegen.  Hertler war jedoch darauf noch als Sänger zu hören. Er wurde durch den Gitarristen und Sänger Jens Sonnenberg (Sacred Steel) ersetzt, der bis 1995 in der Band blieb, woraufhin sich die Gruppe auflöste.

## Stil
Laut Robert Müller vom Metal Hammer spiele die Band auf No Answers ungewöhnlichen Thrash Metal, wobei der Gesang an Hardcore Punk erinnere. Bedingt durch die ungewöhnlich anmutenden Lieder zog Müller einen Vergleich mit Voivod. Laut Müller gebe sich die Band auf Latest Jesus weitaus Death-Metal-lastiger, was man vor allem am Gesang, den Klang und der Aggressivität der Lieder merke. Auf Chris Glaub vom Break Out wirkte es eher umgekehrt; er rechnete das produktionstechnisch mittelprächtige Debüt mit dem charakteristischen „Geblöke“ dem Death Metal zu und den verbesserten Nachfolger dem Thrash Metal. Auch auf Trust spiele die Band laut Gregor Arndt vom Metal Hammer eine technisch saubere Mischung aus Death- und Thrash Metal, die man jedoch „irgendwo im Belanglosen zwischen Voivod und diversen Death Metal-Einflüssen“ ansiedeln könne. Horror Infernal-Redakteur Claudio Flunkert fand, dass sich Baphomet vom Death Metal zum Thrash Metal entwickelt habe, und da der Thrash Metal aggressiver und abwechslungsreicher sei, sei folglich Trust „das um Längen aggressivste Werk des Quintetts“.

## Diskografie
- 1989: No Answers (Demo, Eigenveröffentlichung)
- 1990: Baphomet (Demo, Eigenveröffentlichung)
- 1991: No Answers (Album, Massacre Records)
- 1992: Latest Jesus (Album, Massacre Records)
- 1994: Trust (Album, Massacre Records)